# Ervin Paul Hexner
Ervin Paul Hexner (auch Erwin Paul Hexner; * 13. August 1893 in Liptovský Mikuláš; † 15. Mai 1968 in Danville, Pennsylvania) war ein amerikanischer Rechts-, Wirtschafts- und Politikwissenschaftler. Er entstammte einer karpatendeutschen Familie in der Slowakei, die nach dem Ersten Weltkrieg ab 1918 zur neu gegründeten Tschechoslowakei gehörte.
Nach dem Studium der Rechtswissenschaften arbeitete Ervin Hexner seit Mitte der 1920er Jahre als Jurist mit dem Schwerpunkt Wirtschaftsrecht und wurde bald zum Experten für industrielle Kartelle. Er veröffentlichte in den 1920er und 1930er Jahren auf Deutsch, nur wenig auf Tschechisch. Von 1931 bis 1939 war er Dozent in Preßburg; ansonsten fungierte Hexner ein Vertreter der tschechoslowakischen Regierung beim Internationalen Stahlkartell. 1939 emigrierte er in die Vereinigten Staaten, betätigte sich dort zunächst erneut als Jurist, reüssierte dann aber als Fachmann für internationale Wirtschaftsbeziehungen, und zwar zunächst für internationale Wirtschaftskartelle, dann für internationale zwischenstaatliche Organisationen. Er wurde vor allem durch sein Buch über das Internationale Stahlkartell bekannt, das zwischen 1943 und 1976 mehrere Auflagen erfuhr, wie auch etwas später durch sein Werk über 'International Cartels', das zwischen 1945 und 1971 ebenfalls mehrmals nachgedruckt wurde.
Im Juli 1944 nahm Hexner an der Konferenz von Bretton Woods, auf welcher der Internationale Währungsfonds (IMF) gegründet wurde, als Delegierter der tschechoslowakischen Exilregierung teil. Zwischen 1946 und 1958 war er ‚Senior Counselor‘ und ‚Assistant General Counsel‘ beim IWF. In den 1940er Jahren war Hexner Professor für Ökonomie und Politik an der University of North Carolina, Anfang der 1960er Jahre bis zu seiner Emeritierung Professor an der Pennsylvania State University.

## Werke
- Generelle Rechtsnormen in der Tschechoslowakischen Republik, Brünn 1927.
- Grundlagen des tschechoslowakischen Kartellrechtes, Berlin 1929.
- Československé kartely, Společnosti pořádané dne 27. února 1933, Praha-Přikop 1933.
- Studies in legal terminology, Chapel Hill 1941.
- The International Steel Cartel, Chapel Hill 1943 und 1946, Westport 1976.
- International Cartels, Chapel Hill 1945 und 1946, Westport 1971.
- Teleological interpretation of basic instruments of public international organizations, in: Law, state, and international legal order, 1964, S. 119–138.
- The executive board of the International Monetary Fund: A decision-making instrument, in: International organization, Bd. 18.1964, 1, S. 74–96.